# Изер (фрегат)
Изер (фр. Isère) — винтовой транспортный фрегат Французского Флота, спущенный на воду в апреле 1866 года и введённый в эксплуатацию в июне 1868 года. Этот трехмачтовый парусник с паровой машиной и железным корпусом стал известен благодаря тому, что в 1885 году на нём была доставлена из Руана в Нью-Йорк разобранная и уложенная в ящики Статуя Свободы. В 1909 году фрегат был разоружён, в 1911 году — выведен из состава флота. В 1945 году корабль был затоплен немцами в гавани Лорьяна, где располагалась база субмарин, сдавшаяся лишь 10 мая 1945 года.

## Конструкция
В 1859 году в Англии был приобретен для французского военно-морского флота транспортный корабль с гребным винтом «Мозель». В дальнейшем было решено построить несколько кораблей по чертежам, производным от этой модели.